# Pullampadi
Pullampadi là một thị xã panchayat của quận Tiruchirappalli thuộc bang Tamil Nadu, Ấn Độ.

## Nhân khẩu
Theo điều tra dân số năm 2001 của Ấn Độ, Pullampadi có dân số 9985 người. Phái nam chiếm 49% tổng số dân và phái nữ chiếm 51%. Pullampadi có tỷ lệ 72% biết đọc biết viết, cao hơn tỷ lệ trung bình toàn quốc là 59,5%: tỷ lệ cho phái nam là 80%, và tỷ lệ cho phái nữ là 65%. Tại Pullampadi, 10% dân số nhỏ hơn 6 tuổi.